# متى سيتحرك أيومو؟
متى سيتحرك أيومو؟ (بالإنجليزية: When Will Ayumu Make His Move?)‏ هي سلسلة مانغا يابانية تنشر في مجلة شونن الأسبوعية منذ مارس 2019 ومن المقرر عمل مسلسل أنمي من إنتاج سيلفر لينك سيعرض في يوليو 2022.